# Eine verheiratete Frau
Eine verheiratete Frau (französischer Originaltitel: Une femme mariée) ist ein französischer Spielfilm von 1964 des französischen Filmemachers Jean-Luc Godard. 

## Inhalt
Dieser Film zeigt 24 Stunden aus dem Leben von Charlotte, die mit einem Piloten verheiratet ist. Sie fühlt sich auch zu einem Theaterschauspieler hingezogen, kann sich aber zwischen den beiden nicht entscheiden. Als sie erfährt, dass sie schwanger ist, bleibt alles beim alten. Sie ignoriert die Situation, da sie noch nicht einmal weiß, von wem sie schwanger ist.

## Weiteres
Der Film sollte ursprünglich den Titel La femme mariée (Die verheiratete Frau) tragen und wurde erst nach der Titeländerung freigegeben.

## Kritiken
- Film-Dienst: „In diesen ‚Fragmenten eines 1964 gedrehten Films‘ Godards geht es darum, die Welt im Sinn der Semiotik als Sprache bewußt zu machen, als ein Zeichensystem, das es zu entschlüsseln gilt. Bilder, Wörter, Musik und Geräusche werden scheinbar willkürlich kombiniert, verweisen aber auf die im Alltag kaum bewußt wahrnehmbaren Manipulationen, die menschliches Verhalten steuern.“

- Heyne Filmlexikon (1996): „Das ‚Fragment eines 1964 gedrehten Films‘ (Godard) ist ein brillanter Essay über Wahrnehmungen und (Selbst-)Betrug im Alltagsleben.“

## Auszeichnungen
Jean-Luc Godard war 1964 für einen Goldenen Löwen nominiert.